# روبيكو سول نافيجليو
روبيكو سول نافيجليو (بالميلانية: Robecch sul Niviri) هي بلدية في مدينة ميلانو الكبرى في منطقة لومبارديا الإيطالية، وتقع على بعد حوالي 20 كم غرب ميلانو.

## مدن شقيقة
- فوس-لا-فيل، بلجيكا

## وصلات خارجية
```
 * [
(
http://www.comune.robeccosulnaviglio.mi.it/
) Official website]
```